# Sant'Angelo in Pontano
Sant'Angelo in Pontano is een gemeente in de Italiaanse provincie Macerata (regio Marche) en telt 1516 inwoners (31-12-2004). De oppervlakte bedraagt 27,4 km², de bevolkingsdichtheid is 55 inwoners per km².

## Demografie
Sant'Angelo in Pontano telt ongeveer 548 huishoudens. Het aantal inwoners daalde in de periode 1991-2001 met 2,9% volgens cijfers uit de tienjaarlijkse volkstellingen van ISTAT.
| Jaar | Inwoneraantal |
| ---- | ------------- |
| 1991 | 1540          |
| 2001 | 1496          |

## Geografie
De gemeente ligt op ongeveer 473 m boven zeeniveau.
Sant'Angelo in Pontano grenst aan de volgende gemeenten: Falerone (AP), Gualdo, Loro Piceno, Montappone (AP), Penna San Giovanni, Ripe San Ginesio, San Ginesio.